# Marco Cannone
Marco Cannone (* 14. März 1966 in La Spezia) ist ein italienischer Mathematiker, der sich mit Partiellen Differentialgleichungen der Hydrodynamik und Harmonischer Analysis befasst. Er ist Hochschullehrer an der Universität Marne-La-Vallée.
Cannone erhielt 1989 sein Laurea-Diplom an der Universität Mailand bei Carlo Cercignani (Su un problema di inversione in meccanica statistica), sein DEA an der Universität Paris IX (Dauphiné) bei Yves Meyer (Utilisations des ondelettes en turbulence) und er wurde 1994 bei Meyer mit Auszeichnung promoviert (Ondelettes, Paraproduits et Navier-Stokes). 2000 habilitierte er sich an der Universität Paris-Süd (Rôle des oscillations et des espaces de Besov dans la résolution des équations de Navier-Stokes), wo er auch 1995 bis 2000  Maître de Conferences war. Ab 2000 war er Professor an der Universität Paris-Ost (ab 2005 1. Klasse, seit 2015 classe exceptionelle). 2003 bis 2010 leitete er dort das Labor für Analysis und Angewandte Mathematik.
Er wandte (teilweise in Zusammenarbeit mit Yves Meyer) die Theorie der Wavelets (französisch Ondelettes) und andere Methoden der harmonischen Analysis (Paley-Wiener-Zerlegung) auf die Navier-Stokes-Gleichung der Hydrodynamik an, die Turbulenz beschreibt, ein schwieriges mathematisches Problem. Cannone befasste sich auch mit den Grenzschicht-Gleichungen von Prandtl.
Anfangs befasste er sich mit Gleichungen der statistischen Mechanik (Enskog-Gleichung).
Er war unter anderem Gastwissenschaftler an der Washington University (bei Guido Weiss), Japan, Seoul und Breslau (Wrocław), Südamerika, Hongkong, Peking, Palermo.

## Schriften
- Ondelettes, Paraproduits et Navier-Stokes, Ed. Diderot 1995
- Herausgeber mit Tetsuro Miyakawa: Mathematical foundation of turbulent viscous flow, Lecture notes in mathematics 1871, Springer 2006
- mit Yves Meyer: Littlewood-Paley decomposition and Navier-Stokes equations, Methods and Applications of Analysis, Band 2, 1995, S. 307–319
- mit Fabrice Planchon: Self-similar solutions of the Navier-Stokes equations in {\displaystyle \mathbb {R} ^{3}},  Comm. Part. Diff. Equations, Band 21, 1996, S. 179–193
- A generalization of a theorem by Kato on Navier-Stokes equations, Rev. Mat. Iberoamericana, Band 13, 1997, S.  515–541
- Nombres de Reynolds, stabilite et equations de Navier-Stokes, Banach Center Publications, Band 52, 2000, S. 29–59.
- mit Susan Friedlander: Navier: blow up and collapse, Notics AMS, Januar 2003, Online
- Harmonic analysis tools for solving the incompressible Navier-Stokes equations, in: S. Friedlander, D. Serre (Hrsg.), Handbook of Mathematical Fluid Dynamics, Band 3, Elsevier 2004, S. 161–244